# Plínio Marcos da Silva
Plínio Marcos da Silva (Juruaia, 31 de agosto de 1984), simplesmente conhecido como Plínio, é um jogador de futebol brasileiro que joga no Uberlândia como zagueiro.

## Estatísticas de carreira
- Atualizado até 22 de março de 2018[2]

| Clube          | Temporada    | Liga         | Liga  | Liga | Liga Estadual | Liga Estadual | Copa  | Copa | Continental | Continental | Outros | Outros | Total | Total |
| Clube          | Temporada    | Divisão      | Jogos | Gols | Jogos         | Gols          | Jogos | Gols | Jogos       | Gols        | Jogos  | Gols   | Jogos | Gols  |
| -------------- | ------------ | ------------ | ----- | ---- | ------------- | ------------- | ----- | ---- | ----------- | ----------- | ------ | ------ | ----- | ----- |
| Guarani        | 2009         | Série B      | —     | —    | 12            | 0             | —     | —    | —           | —           | —      | —      | 12    | 0     |
| América–RN     | 2009         | Série B      | 7     | 0    | —             | —             | —     | —    | —           | —           | —      | —      | 7     | 0     |
| ASA            | 2010         | Série B      | 32    | 0    | —             | —             | 4     | 0    | —           | —           | —      | —      | 36    | 0     |
| Fortaleza      | 2011         | Série C      | —     | —    | 16            | 1             | 3     | 0    | —           | —           | —      | —      | 19    | 1     |
| Anapolina      | 2011         | Série D      | 4     | 0    | —             | —             | —     | —    | —           | —           | —      | —      | 4     | 0     |
| Caldense       | 2012         | Mineiro      | —     | —    | 2             | 0             | —     | —    | —           | —           | —      | —      | 2     | 0     |
| Caldense       | 2013         | Mineiro      | —     | —    | 2             | 0             | —     | —    | —           | —           | —      | —      | 2     | 0     |
| Caldense       | 2014         | Mineiro      | —     | —    | 10            | 0             | 3     | 0    | —           | —           | —      | —      | 13    | 0     |
| Caldense       | 2015         | Série D      | —     | —    | 12            | 1             | —     | —    | —           | —           | —      | —      | 12    | 1     |
| Caldense       | Subtotal     | Subtotal     | —     | —    | 26            | 1             | 3     | 0    | —           | —           | —      | —      | 29    | 1     |
| Marcílio Dias  | 2013         | Série D      | 2     | 0    | —             | —             | —     | —    | —           | —           | —      | —      | 2     | 0     |
| Sampaio Corrêa | 2015         | Série B      | 22    | 2    | —             | —             | —     | —    | —           | —           | —      | —      | 22    | 2     |
| Botafogo–PB    | 2016         | Série C      | 16    | 0    | —             | —             | 7     | 2    | —           | —           | 6      | 0      | 29    | 2     |
| Botafogo–PB    | 2017         | Série C      | 16    | 0    | —             | —             | 1     | 0    | —           | —           | 3      | 0      | 20    | 0     |
| Botafogo–PB    | Subtotal     | Subtotal     | 32    | 0    | —             | —             | 8     | 2    | —           | —           | 9      | 0      | 49    | 2     |
| Botafogo–SP    | 2018         | Série C      | —     | —    | 13            | 0             | —     | —    | —           | —           | —      | —      | 13    | 0     |
| Career total   | Career total | Career total | 99    | 2    | 67            | 2             | 18    | 2    | 0           | 0           | 9      | 0      | 193   | 6     |